# Napoleone Martinuzzi

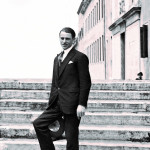
Napoleone Martinuzzi a Venezia, 1920

Napoleone Martinuzzi (Murano, 31 maggio 1892 – Venezia, 15 maggio 1977) è stato uno scultore, artista, imprenditore del vetro italiano.

## Biografia

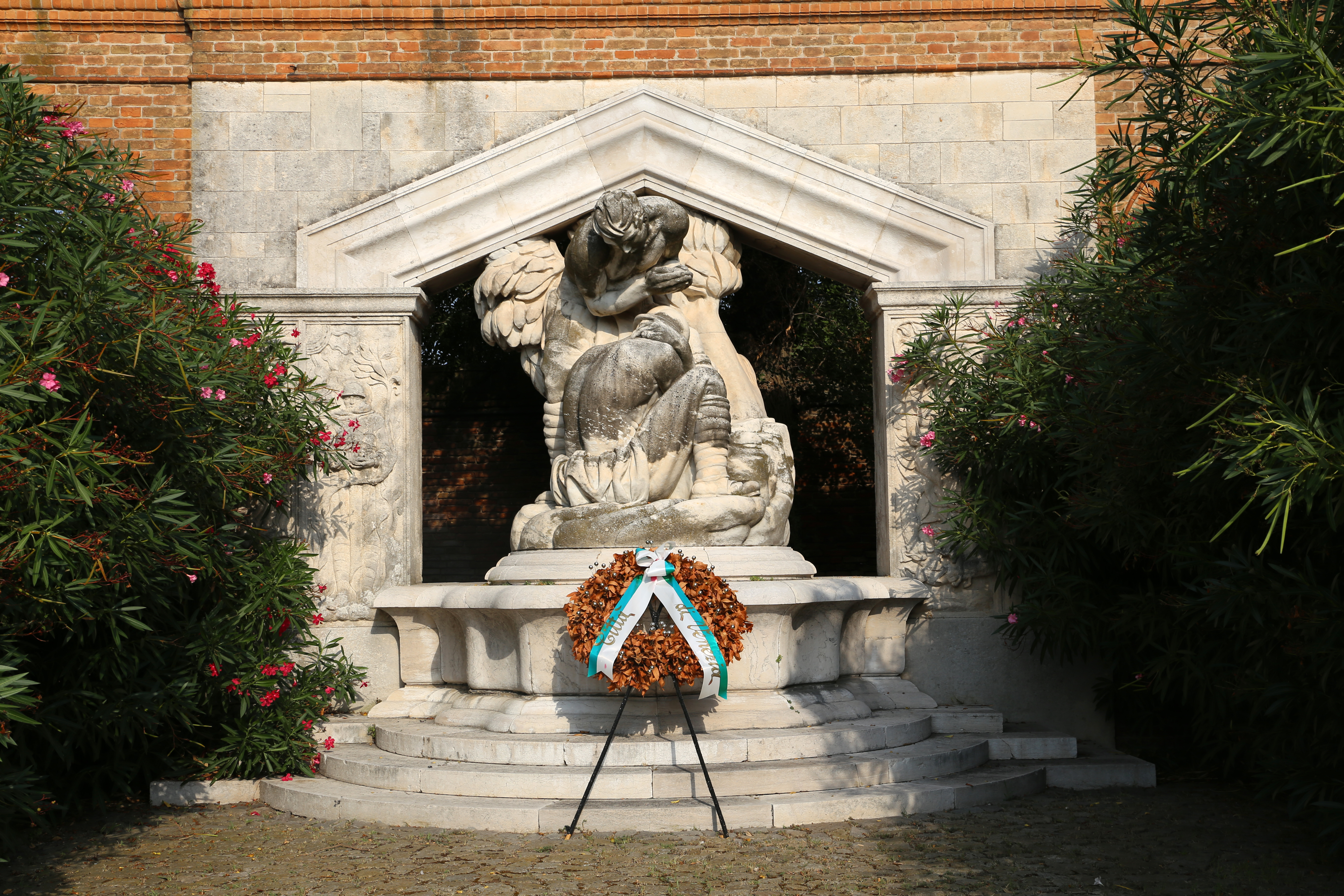
Napoleone Martinuzzi
Monumento ai Caduti, 1927
Murano, Venezia

Figlio di Giovanni e Amalia Fuga, entrambi membri di famiglie di maestri vetrai, studia musica, scultura, ceramica ed oreficeria all'Accademia di belle arti di Venezia e di Roma. 
Prediletto da Gabriele D'Annunzio — che lo definì «Maestro Muranese che con la stessa misura d'Arte foggia il vetro e il marmo, che con lo stesso fuoco tratta il vetro e il bronzo» —, eseguì per il Vate diverse opere a partire dal 1917 e progettò anche un mausoleo, mai realizzato. Dal 1922 al 1931 diresse il Museo del vetro di Murano. Collaborò con Paolo Venini fino al 1932 quando fondò con Vittorio Zecchin la Vetri Artistici e Mosaici Zecchin Martinuzzi, la cui finalità è la realizzazione di vetri estremamente raffinati, di notevolissimo effetto plastico.

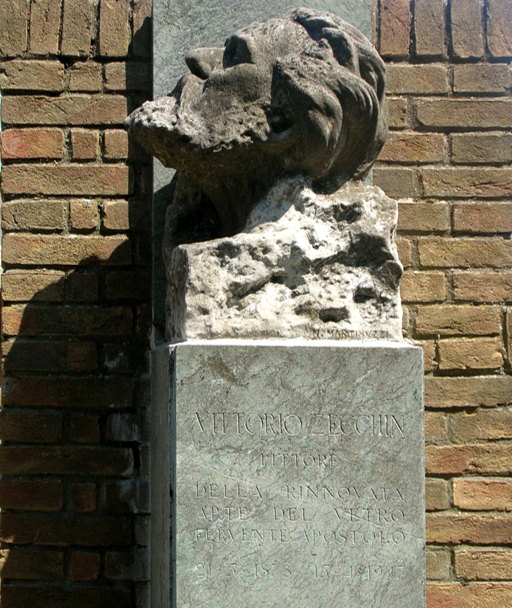
Napoleone Martinuzzi, Vittorio Zecchin, 1947, Murano, cimitero

Partecipò alle Biennali di Venezia del 1932 e del 1934 ed alla V Triennale di Milano del 1933, esponendo oggetti artistici in vetro creati dalla nuova società.
Dopo il 1936 si dedicò esclusivamente alla attività di scultore.
In Veneto Martinuzzi realizzò sculture destinate a luoghi pubblici ed in particolare alle chiese:
- Monumento ai caduti a Murano (1927)
- sculture per il ponte dei Giardini a Venezia, realizzato da Duilio Torres (1936)
- busto in terracotta di Tintoretto presso la chiesa della Madonna dell'Orto a Venezia (1937)
- copia della statua in pietra di sant'Antonio sulla facciata della Basilica del Santo a Padova (1940)
- Sacrario della Niobe all'interno del cortile di Ca' Giustinian dei Vescovi a Venezia, Università Ca' Foscari (1946)
- gruppo bronzeo per il battistero del duomo di Mestre (1960)
- le sculture che ornano l'interno e l'esterno della chiesa di Santa Maria Immacolata di Lourdes a Mestre.[1]

Martinuzzi realizzò inoltre a Grosseto il complesso scultoreo posto sulla facciata del monumentale palazzo delle Poste di Angiolo Mazzoni e la statua di San Cristoforo custodita nel loggiato del medesimo edificio; a Ferrara, nel Palazzo delle Poste realizzò alcune opere in vetro destinate all'illuminazione e i bassorilievi che decorano le pareti interne, raffiguranti il mito di Fetonte, mentre su una delle facciate esterne la statua di San Giorgio.

## Galleria d'immagini

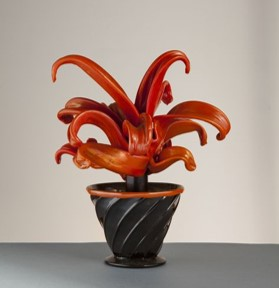
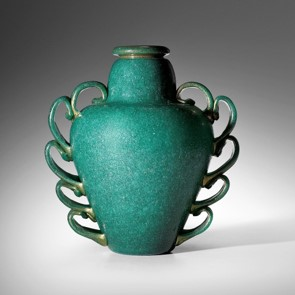
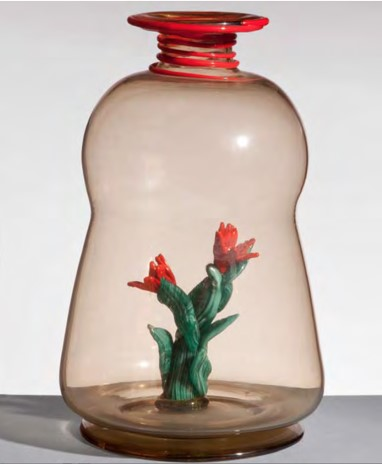
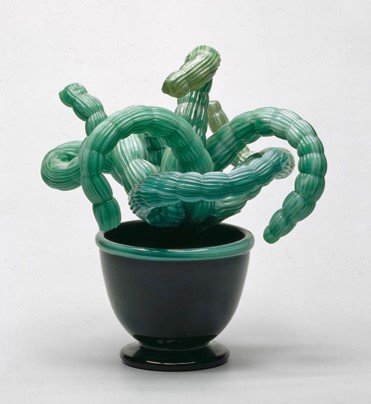
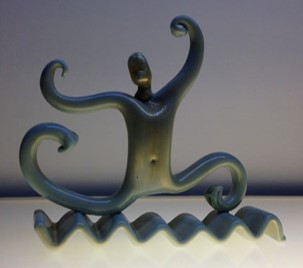
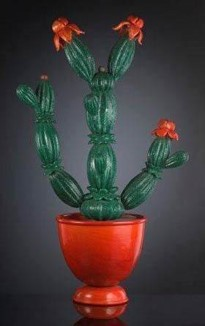
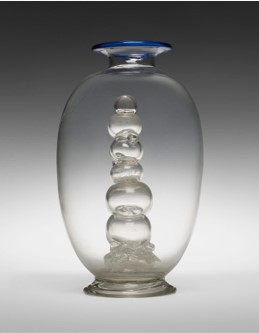